# 小廣州
小廣州是指有廣東省會——廣州之特色的城鎮。廣東省內外至少有十二處地方曾被稱作「小廣州」。

## 廣東
- 南海九江：南海原屬南海縣（原廣州）管轄，故有「小廣州」之稱。 [1][2][3]

- 雲浮：位處於兩廣交界，是通住戰爭時代大西南的必經之路。昔日的繁華，令雲浮得「小廣州」之稱。[4]

- 連州：抗日戰爭時，連州成了「臨時省會」，省政府、中山大學、文理學院等都遷至此，故被稱為「小廣州」。[5]

- 台山：1938年時，台山人口達27,000多人，有很多不同類型的店舖，是國內聞名的消費城市，被人們稱為「小廣州」。[6]

- 順德逢簡：清末時是繁華城鎮，人口多達1萬餘人，當時因西江水道便利以及絲織業發達，繁盛一時。[7]

- 三水：從廣州運往江門、廣西等地的貨物必須從此地的河口碼頭轉運，商業地位逐漸提高，河口後來被稱為「小廣州」。

- 樂昌坪石老街：抗戰時期廣州淪陷，不少省政府機關及十多所大專院校遷至老坪石一帶，故被稱為「小廣州」。

- 樂從：1930年代陳濟棠主政廣東時，樂從曾繁盛一時，有「小廣州」之稱。

- 開平赤坎鎮：早年回歸故鄉的華僑在此建了大量歐式樓房，故有小廣州之稱，也常被借作拍攝老街景的場地。 [8]

## 省外
- 廣西梧州：位於廣西東部，毗鄰廣東，與香港、澳門一水相連，因風俗習慣與廣州相似，並且模仿廣州興建騎樓街，故有「小廣州」之稱。[9]

- 貴州興義：因為西江的緣故，與珠三角有了聯繫，故有被稱作「西江上的小廣州」。[10]

- 寧夏同心縣：因為很多個體戶齊集此地，令內地很難見到的商品競相出現在同心市場上，由此有「小廣州」之稱。[11]

## 外埠
- 墨西加里：墨西哥下加利福尼亚州大埠。在1919年前後，當地華人超過1萬人，為當時的主要地方居民，比墨西哥人多出好幾倍。廣東話时為當地通行的語言，幾乎所有的工商業全為華人所有，彼時也被華人稱為小廣州[12]。